# التصنيع في المغرب
التصنيع في المغرب هو قطاع تعتمد عليه الحكومة المغربية بشكل كبير، لإنعاش الاقتصاد المحلي وتوفير فرص الشغل. ويراهن المغرب حالياً على قطاع صناعة السيارات لجعله كأول قطاع مصدر بالمغرب، ولتعويض الخسائر التي تلاحق قطاع الفلاحة بسبب قلة التساقطات المطرية. كما أن هنالك عدة عوامل ساعدت المغرب لجعله ذات مصداقية وتنافسية عالية، ومنها الإستقرار الذي ينعم به المغرب على المستويات المؤسساتية والسياسية والإقتصادية، والتي تشكل إمتيازا تنافسيا قيما في عالم يعرف تغيرات مستمرة، بالإضافة إلى الجاذبية المكتسبة من خلال عرض منتوج يجمع بين القرب والتنافسية والولوجية إلى الأسواق، وأيضاً المجهودات الجبارة المبذولة في مجال البنيات التحتية الطرقية والملاحية الجوية والموانئ والبنيات التحتية الصناعية والمواصلات، مما يجعل من المغرب بلدا متعدد الروابط يسهل التنقل السريع للأشخاص والسلع والبيانات. كما أن المغرب يتمتع بموقع جغرافي ممتاز بالنسبة لأوروبا وأفريقيا والشرق الأوسط وأمريكا.
نشر المعهد الإيطالي للدراسات السياسية الدولية (ISPI) تقريرًا أكد من خلاله أن المغرب استثمر بشكل كبير وعلى مدار الـ25 عامًا الماضية في البنية التحتية وصناعة السيارات ومشاريع الانتقال الطاقي، ما عزز جاذبيته العالمية.

## مخطط تسريع التنمية الصناعية
يُشكل مخطط تسريع التنمية الصناعية 2014- 2020، إمتدادا لمخطط الإقلاع الصناعي، الذي أطلقه المغرب سنة 2005، وللميثاق الوطني للإقلاع الصناعي الذي تم توقيعه سنة 2009. وهو بمثابة خطة تنموية متكاملة تسعى إلى إرساء صناعة قوية وتنافسية، تمكن من خلق مناصب الشغل ورفع نسبة القطاع الصناعي في الناتج الداخلي الخام المغربي. ولتحقيق ذلك، إعتمد المخطط سلسلة من الإجراءات الأساسية، التي ترتكز على إنشاء منظومات صناعية، تروم التغلب على التشتت القطاعي، بإحداث شراكات وتحالفات بين المقاولات الكبرى والمقاولات الصغرى والمتوسطة، مما سيمكن من تطوير دينامية صناعية مندمجة ستساهم، في تعزيز التنافسية وتحسين الأداء وخلق فرص الشغل. كما يسعى المخطط، إلى توفير آليات دعم ملائمة لحاجيات القطاع الصناعي، للوصول إلى تحديث النسيج الصناعي، وتعزيز قدرته الإنتاجية. ويدخل في هذا الإطار توفير مجموعة من التدابير الموجهة لدعم حاجيات المقاولات فيما يتعلق بتمويل المشاريع الصناعية وإنشاء البنيات التحتية، عبر تخصيص وعاء عقاري لإقامة محطات ومركبات صناعية، وتكوين الكفاءات المؤهلة، التي يحتاجها القطاع الصناعي، إضافة إلى تعزيز موقع المغرب على خريطة الصناعة العالمية، بوضع إجراءات تمكن من استقطاب الاستثمارات الخارجية وتحسين القدرة التنافسية للصادرات المغربية على المستوى القاري والدولي.
في هذا الصدد، نشر المعهد الإيطالي للدراسات السياسية الدولية (ISPI) تقريرًا أكد من خلاله أن المغرب استثمر بشكل كبير وعلى مدار الـ25 عامًا الماضية في البنية التحتية وصناعة السيارات ومشاريع الانتقال الطاقي، ما عزز جاذبيته العالمية.

## أهم الصناعات في المغرب

### صناعة السيارات
شهدت صناعة السيارات نُمواً مُتسارعاً مع إستقرار شركات عالمية في المغرب مثل رونو وبوجو الفرنسيتين وشركة بي واي دي الصينية لصناعة السيارات الكهربائية، في وقت تتجه شركات عالمية أخرى مثل مجموعة فولسفاغن الألمانية وتويوتا اليابانية إلى الدخول في هذا السباق وإحداث مصانع لها بالمغرب.

### صناعة الطيران
قطاع صناعة الطيران في المغرب، يعتمد بالدرجة الأولى على صناعة وتركيب أجزاء الطائرات. وإلى غاية سنة 2019، يضم هذا القطاع حوالي 140 مقاولة، ويحقق معدل نمو يتجاوز 20 في المائة سنويا، أي أربع مرات ضعف معدل النمو العالمي، وخمس مرات الناتج الداخلي الخام، مسجلا رقم معاملات يصل إلى 17 مليار درهم.

### الصناعة الإلكترونية
تُعتبر الصناعة الإلكترونية كمزود مهم وضروري لقطاعات صناعة السيارات والطيران والسكك الحديدية والطاقات المتجددة والدفاع.

### الصناعة العسكرية
في خطوة استراتيجية لتعزيز قدراته الدفاعية، قرر المغرب استحداث منطقتين صناعيتين عسكريتين، مما يعكس التزامه بتوطين الصناعة العسكرية. وقد أبرم المغرب اتفاقية مع شركة "تاتا أدفانس سيستمز" الهندية لإنشاء مصنع في الدار البيضاء الكبرى، يهدف إلى تصنيع معدات دفاعية متطورة. لا يقتصر اهتمام المغرب على تصنيع المعدات الدفاعية فحسب، بل يسعى أيضًا لتطوير صناعات عسكرية متنوعة تشمل الطائرات المسيّرة ومعدات الحرب الإلكترونية، حيث تم إيقاف عدد من طلبات عروض استيراد السلاح. في هذا السياق، أعلنت شركة "أيرو درايف" المغربية عن نجاح أول تجربة لطائرة "أطلس" بدون طيار، المصممة لأغراض عسكرية. ويشير العديد من الخبراء إلى أن هذا التوجه يعكس طموح المغرب في أن يصبح رائدًا إقليميًا في مجال الصناعة العسكرية، مدعومًا بزيادة ميزانية الدفاع المخصصة لعام 2025.

### الصناعة الكهربائية
منذ إطلاق برنامج الكهربة القروية الشمولي (PERG) في سنة 1995، والذي تم إنجاز الجزء الكبير منه من طرف مقاولات مغربية بمنتجات مصنعة محليا، أصبح قطاع الكهرباء أكثر دينامية. كما كان للبرامج الرامية إلى معالجة العجز في السكن أثر إيجابي على هذا القطاع، حيث تمكنت المقاولات المغربية من تكييف منتجاتها لتُساير احتياجات شرائح اجتماعية مختلفة. وتفتح الإستراتيجية الوطنية في مجال الطاقات المتجددة أفاقا جديدة لنمو هذا القطاع (الطاقة الشمسية، الطاقة الريحية، النجاعة الطاقية).

### الصناعة الصيدلية
تشكل الصناعة الصيدلية في المغرب ثاني نشاط كيماوي بعد الفوسفاط، ويحتل المغرب الرتبة الثانية في إفريقيا في الصناعة الصيدلية، وتخضع المقاولات التي تشتغل في قطاع الصناعة الصيدلية في المغرب إلى القانون رقم 17.04 بمثابة مدونة الأدوية والصيدلة.

### إنتاج الكمامات الواقية
حسب إحصائيات وزارة الصناعة والتجارة والإقتصاد الأخضر والرقمي، فقد بلغت الصادرات المغربية من الكمامات الواقية، خلال الفترة الممتدة ما بين 21 ماي و08 يونيو 2020، حوالي 18.5 مليون وحدة جرى تصديرها إلى 11 بلد. وحسب الوزارة، فإنه منذ الترخيص بتصدير الكمامات الواقية (من الثوب المنسوج وغير المنسوج)، تم تصدير هذه الكمية الهامة من الكمامات من طرف 69 مقاولة، وذلك إلى 11 بلد موزعة على أربع قارات، مشيرة إلى أن الأمر يتعلق بتصدير الكمامات من الثوب المنسوج، التي تمثل حوالي77 في المائة من هذه الصادرات، مقابل 23 في المائة بالنسبة للكمامات المصنوعة من الثوب غير المنسوج. وهمت هذه الصادرات، التي تم الترخيص لها بعد تأمين الإكتفاء الذاتي الوطني، القارة الأوروبية في المقام الأول، وخاصة فرنسا (33.6 في المائة)، متبوعة بالبرتغال (28.5 في المائة)، وإسبانيا(14.6 في المائة)، مع الإشارة إلى أنه تم استيراد هذه الكمامات أيضا من طرف بلدان بإفريقيا (موريتانيا، الجزائر، والسينغال)، وأمريكا اللاتينية (المكسيك)، وآسيا (المملكة العربية السعودية).

### الصناعة الفلاحية
إستطاعت الصناعة الغذائية المغربية إيجاد موقع لها في عدد من الأسواق الأجنبية بمنتوجات متنوعة من تصنيفات مختلفة.

## الصناعة التقليدية
تعد الصناعة التقليدية من الركائز الاقتصادية الحيوية في المغرب، إذ تشغل حوالي 2.7 مليون صانع تقليدي، مما يمثل 22% من القوى النشيطة، ويسهم القطاع بـ7% في الناتج المحلي، وحقق عام 2024 رقم معاملات تجاوز 140 مليار درهم (نحو 15 مليار دولار).
وتؤثر السياحة بشكل مباشر على القطاع، إذ بلغت مشتريات منتجات الصناعة التقليدية من قبل السياح 10 مليار درهم (مليار دولار)، في حين بلغت صادرات الصناعة التقليدية 1.11 مليار درهم (120 مليون دولار) عام 2024 بزيادة 3% مقارنة بعام 2023.
ويتصدر الفخار والحجر قائمة الصادرات بنسبة 36%، يليه الزرابي بنسبة 20%، وتأتي الولايات المتحدة الأميركية على رأس الدول المستوردة بنسبة 44%، تليها فرنسا بنسبة 14%، ثم إسبانيا بنسبة 6%.  